# Thriller 40
Thriller 40 là một ấn phẩm tái bản đặc biệt nhằm kỷ niệm 40 năm ngày phát hành album phòng thu thứ sáu của nghệ sĩ thu âm người Mỹ Michael Jackson, Thriller (1982). Album gốc đã bán được 70 triệu bản trên toàn thế giới, trở thành album bán chạy nhất mọi thời đại. Thriller 40 sẽ được phát hành vào ngày 18 tháng 11 năm 2022, với sự hợp tác của Epic, Legacy Recordings và MJJ Productions. Đây là album đầu tiên của anh ấy sau 5 năm kể từ khi phát hành Scream năm 2017. Thriller 40 đánh dấu lần phát hành lại thứ ba của bản gốc, sau phiên bản đặc biệt năm 2001 và Thriller 25 (2008).

## Bối cảnh

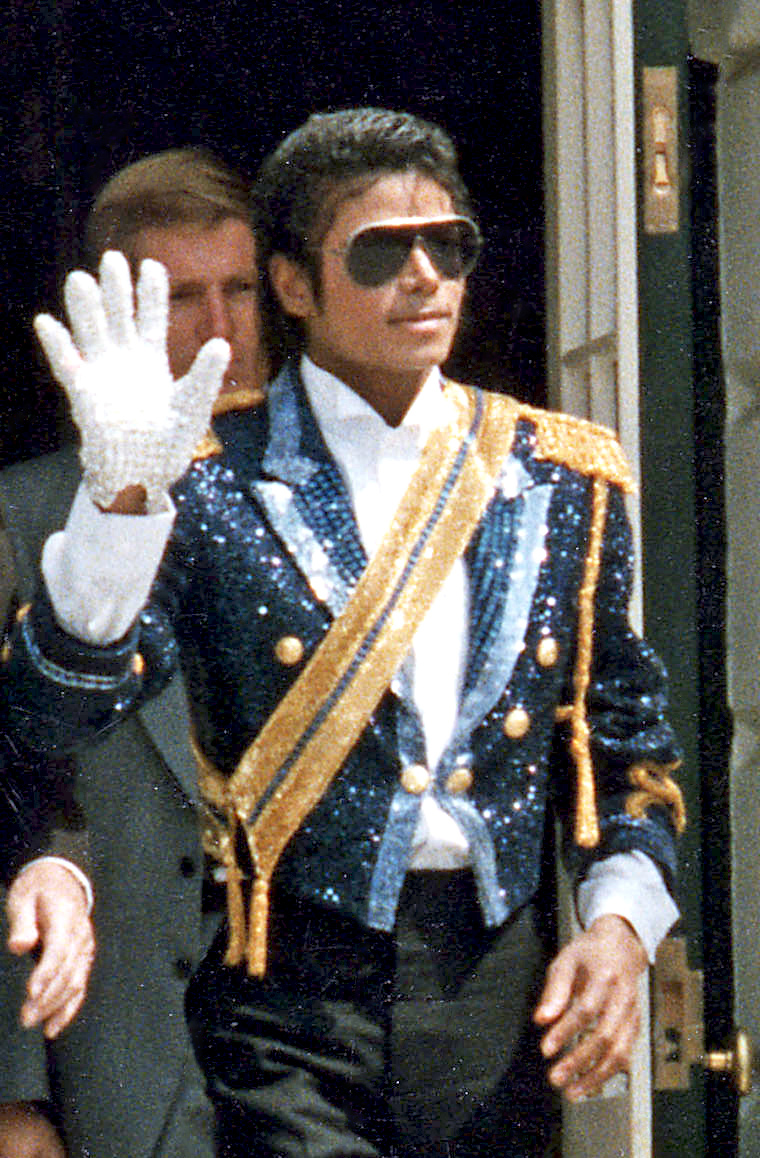
Jackson vào năm 1984

Jackson phát hành album phòng thu thứ sáu của mình, Thriller, vào ngày 30 tháng 11 năm 1982. Với doanh số ước tính hơn 70 triệu bản trên toàn thế giới, Thriller trở thành album bán chạy nhất mọi thời đại; album đầu tiên trong lịch sử mang lại bảy đĩa đơn trong top 10. Thành công của Thriller đưa Jackson lên vị trí thống trị của nhạc pop, trở thành một biểu tượng văn hóa đại chúng quốc tế.
Kể từ khi Jackson qua đời, một trong những bài hát bị rò rỉ từ các buổi Thriller là "Starlight Sun", đây là bản demo ban đầu cho ca khúc chủ đề. Người hâm mộ đã lưu ý kể từ tháng 7 năm 2022 rằng nó bắt đầu biến mất khỏi YouTube, làm nảy sinh suy đoán rằng bản demo như vậy sẽ là một phần của album.

## Tiếp thị và quảng cáo
Ca sĩ người Mỹ Maxwell đã biểu diễn "The Lady in My Life" tại Billboard Music Awards như một lời tri ân cho lễ kỷ niệm 40 năm của Thriller. Phát biểu về buổi biểu diễn, Maxwell cho biết "Tôi cảm thấy rất vinh dự khi có mặt ở đây, rất vinh dự khi có thể kỷ niệm 40 năm của Thriller - Tôi đã thức dậy từ sáu giờ sáng để cố gắng kết hợp mọi thứ lại với nhau, và bạn biết đấy, chỉ muốn làm đúng — đó là Michael Jackson. Không ai tốt hơn, không ai vĩ đại hơn, vì vậy tôi chỉ muốn làm thật tốt".
Một số hoạt động khác được lên kế hoạch trước khi phát hành cuối cùng của Thriller 40.

## Phát hành
Được công bố vào ngày 16 tháng 5 năm 2022, bởi Michael Jackson Company LLC. Đây là bản phát hành thứ mười hai của Sony và/hoặc Motown kể từ cái chết của Jackson vào ngày 25 tháng 6 năm 2009. Được lấy từ các băng chính analog ban đầu, Mobile Fidelity cũng sẽ cung cấp album gốc “Thriller” dưới dạng One-Step 180g 33RPM LP, nhấn tại RTI và giới hạn ở 40.000 bản được đánh số.

## Danh sách đĩa nhạc
| Đĩa 1: Thriller | Đĩa 1: Thriller                         | Đĩa 1: Thriller           | Đĩa 1: Thriller                  | Đĩa 1: Thriller |
| STT             | Nhan đề                                 | Sáng tác                  | Sản xuất                         | Thời lượng      |
| --------------- | --------------------------------------- | ------------------------- | -------------------------------- | --------------- |
| 1.              | "Wanna Be Startin' Somethin'"           | Michael Jackson           | Quincy Jones Michael Jackson [a] | 6:02            |
| 2.              | "Baby Be Mine"                          | Rod Temperton             | Jones                            | 4:20            |
| 3.              | "The Girl Is Mine" (với Paul McCartney) | Jackson                   | Jones Jackson [a]                | 3:42            |
| 4.              | "Thriller"                              | Rod Temperton             | Jones                            | 5:57            |
| 5.              | "Beat It"                               | Jackson                   | Jones Jackson [a]                | 4:18            |
| 6.              | "Billie Jean"                           | Jackson                   | Jones Jackson [a]                | 4:54            |
| 7.              | "Human Nature"                          | Steve Porcaro John Bettis | Quincy Jones                     | 4:06            |
| 8.              | "P.Y.T. (Pretty Young Thing)"           | James Ingram Jones        | Jones                            | 3:59            |
| 9.              | "The Lady In My Life"                   | Temperton                 | Jones                            | 4:59            |

| Đĩa 2: Tài liệu thưởng. | Đĩa 2: Tài liệu thưởng.    | Đĩa 2: Tài liệu thưởng. |
| STT                     | Nhan đề                    | Thời lượng              |
| ----------------------- | -------------------------- | ----------------------- |
| 10.                     | "Trước đây chưa phát hành" |                         |
| 11.                     | "Trước đây chưa phát hành" |                         |
| 12.                     | "Trước đây chưa phát hành" |                         |
| 13.                     | "Trước đây chưa phát hành" |                         |
| 14.                     | "Trước đây chưa phát hành" |                         |
| 15.                     | "Trước đây chưa phát hành" |                         |
| 16.                     | "Trước đây chưa phát hành" |                         |
| 17.                     | "Trước đây chưa phát hành" |                         |
| 18.                     | "Trước đây chưa phát hành" |                         |
| 19.                     | "Trước đây chưa phát hành" |                         |

| Các bản nhạc thưởng phiên bản Deluxe (Chỉ kỹ thuật số) | Các bản nhạc thưởng phiên bản Deluxe (Chỉ kỹ thuật số) | Các bản nhạc thưởng phiên bản Deluxe (Chỉ kỹ thuật số) | Các bản nhạc thưởng phiên bản Deluxe (Chỉ kỹ thuật số) | Các bản nhạc thưởng phiên bản Deluxe (Chỉ kỹ thuật số) |
| STT                                                    | Nhan đề                                                | Sáng tác                                               | Sản xuất                                               | Thời lượng                                             |
| ------------------------------------------------------ | ------------------------------------------------------ | ------------------------------------------------------ | ------------------------------------------------------ | ------------------------------------------------------ |
| 20.                                                    | "Billie Jean" (Home Demo from 1981)                    | Jackson                                                | Jackson                                                | 2:20                                                   |
| 21.                                                    | "Billie Jean (Long Version)"                           | Jackson                                                | Jones Jackson [a]                                      | 6:20                                                   |
| 22.                                                    | "Billie Jean 2008" (Kanye West Mix)                    | Jackson                                                | Jackson Kanye West Anthony Kilhoffer                   | 4:35                                                   |
| 23.                                                    | "Beat It" (Demo)                                       | Jackson                                                | Jackson                                                | 2:03                                                   |
| 24.                                                    | "Beat It 2008" (với Fergie)                            | Jackson                                                | Jackson will.i.am                                      | 4:11                                                   |
| 25.                                                    | "Wanna Be Startin' Somethin'" (Demo)                   | Jackson                                                | Jackson                                                | 5:43                                                   |
| 26.                                                    | "Wanna Be Startin' Somethin'" (Tommy D's Main Mix)     | Jackson                                                | Jackson Jones Tommy D                                  | 7:40                                                   |
| 27.                                                    | "Wanna Be Startin' Somethin' 2008" (với Akon)          | Jackson Aliaune Thiam Giorgio Tuinfort                 | Jackson Akon Tuinfort                                  | 4:14                                                   |
| 28.                                                    | "Human Nature" (7" Remix)                              | Steve Porcaro John Bettis                              | Jones                                                  | 3:45                                                   |
| 29.                                                    | "P.Y.T. (Pretty Young Thing)" (Demo Version)           | Jackson Greg Phillinganes                              | Jackson                                                | 3:46                                                   |
| 30.                                                    | "P.Y.T. (Pretty Young Thing) 2008" (with will.i.am)    | Jackson Phillinganes Adams Harris                      | Jackson will.i.am                                      | 4:21                                                   |
| 31.                                                    | "The Girl Is Mine 2008" (with will.i.am)               | Jackson William Adams Keith Harris                     | Jackson will.i.am                                      | 3:10                                                   |
| 32.                                                    | "Thriller" (7" Special Edit)                           | Temperton                                              | Jones                                                  | 4:37                                                   |
| 33.                                                    | "Thriller" (Def Thriller Mix)                          | Temperton                                              | Jones David Morales Frankie Knuckles                   | 7:22                                                   |
| 34.                                                    | "Thriller Megamix"                                     | Jackson Temperton Jones Ingram                         | Jackson Jones Jason Nevins                             | 9:14                                                   |

Ghi chú
- ^[a]  biểu thị một đồng sản xuất

## Lịch sử phát hành
| Quốc gia | Ngày              | Hãng thu âm                                      | Đinh dạng                    |
| -------- | ----------------- | ------------------------------------------------ | ---------------------------- |
| Toàn cầu | 18 tháng 11, 2022 | Epic Records, Legacy Recordings, MJJ Productions | CD, Đĩa dài, Tải kỹ thuât số |